# William McCrea (homme politique)
Pour les articles homonymes, voir William McCrea.
Robert Thomas William McCrea, baron McCrea de Magherafelt et Cookstown (né le 6 août 1948) est un pasteur presbytérien à la retraite et un homme politique d'Irlande du Nord. Il est député du Parti unioniste démocrate, pour South Antrim et Mid Ulster. Il est pair à vie depuis 2018.

## Jeunesse et éducation
McCrea est le plus jeune de cinq enfants nés de Robert Thomas (un agriculteur à Stewartstown, en Irlande du Nord) et de Sarah Jayne en août 1948. Il fait ses études à Magherafelt et travaille pour la sécurité sociale dans la fonction publique de l'Irlande du Nord avant de commencer la formation comme ministre de l'Église presbytérienne libre d'Ulster. Il suit cette formation au Ravenhill Theological Hall, sur Ravenhill Road à Belfast.
McCrea reçoit un doctorat honorifique en théologie du Mariette Bible College, Ohio, États-Unis.

## Carrière
McCrea est membre du Parti unioniste démocratique (DUP) au Conseil de district de Magherafelt depuis sa création en 1973 jusqu'à ce qu'il se retire pour se concentrer sur ses fonctions à Westminster en 2010, et domine le scrutin à chaque élection du gouvernement local où il se présente de 1973 à 2005.
Il se présente sans succès à la Chambre des communes lors de l'élection partielle de 1982 dans le sud de Belfast. Il est député de Mid Ulster à partir de 1983, mais perd ce siège au profit du négociateur en chef et vice-premier ministre Martin McGuinness du Sinn Fein lors des élections de 1997. Il est élu à South Antrim lors d'une élection partielle en 2000 causée par la mort du député du parti unioniste d'Ulster Clifford Forsythe, mais ne réussit pas à conserver ce siège aux élections de 2001. Lors de l'élection de 2005, il regagne le siège et il le conserve lors de l'élection de 2010. Il est ensuite battu par le parti unioniste d'Ulster en 2015.
En 1996, il est élu au Forum d'Irlande du Nord pour le Mid-Ulster. De 1998 à 2007, il est membre de l'Assemblée d'Irlande du Nord pour le Mid Ulster. Il est donc représentant politique pour deux circonscriptions distinctes (Mid Ulster et South Antrim) de 2000 à 2001 et de 2005 à 2007.
Aux élections de 2007, il est élu membre de l'Assemblée pour South Antrim. Il démissionne de l'Assemblée en 2010, après sa réélection à Westminster lors des élections générales de cette année-là.
Il est également le ministre de l'Église presbytérienne libre de Magherafelt et réalise de nombreux albums de gospel.
McCrea est créé pair à vie le 19 juin 2018, prenant le titre de baron McCrea de Magherafelt et Cookstown, de Magherafelt dans le comté de Londonderry et de Cookstown dans le comté de Tyrone.

## Liens avec les associations paramilitaires
McCrea est reconnu coupable en 1971 de comportement émeutier à Dungiven. En 1975, il dirige un service de prière lors des funérailles des membres paramilitaires Wesley Somerville et Harris Boyle. Les deux terroristes faisaient partie du gang Glenanne qui a perpétré les meurtres du Miami Showband et ont été accidentellement tués lorsque la bombe qu'ils posaient dans le minibus du groupe a explosé prématurément, les tuant instantanément. McCrea est la cible d'un colis piégé à son domicile le 9 août 1988, lorsqu'un colis envoyé par l'Organisation de libération du peuple irlandais est désarmé. McCrea est devenu méfiant lorsqu'il a remarqué que le colis portait un cachet de la poste de Dublin .
McCrea est critiqué quand il est présent à un rassemblement de Portadown à l'appui du paramilitaire loyaliste Billy Wright, qui a été menacé par la direction d'Ulster Volunteer Force (UVF), en septembre 1996,,,. Wright est le fondateur et le chef de la Loyalist Volunteer Force (qui s'est détachée de l'UVF) et est menacé après avoir rompu le cessez-le-feu des UVF en ordonnant la mort du civil catholique Michael McGoldrick,.
En 2000, McCrea fait l'objet d'une motion de début de journée par deux députés, Harry Barnes et Peter Bottomley. La motion fait référence à une affirmation selon laquelle McCrea aurait rendu visite au successeur de Wright en tant que chef du LVF afin de persuader le LVF de ne déclasser aucune de ses armes 